# Johan Ekesiöö
Carl Johan Jonas Ekesiöö, född den 24 november 1954 i Oscars församling i Stockholm, är en svensk företagsledare som är styrelseordförande för IBM Svenska AB och Teknikföretagen..
Ekesiöö tog civilekonomexamen på Handelshögskolan i Stockholm 1977. Mellan 1979 och 2000 hade han olika befattningar inom IBM i Sverige och USA, mellan 2000 och 2003 var han exempelvis anställd i Framfab. 2003 återvänder han till IBM för att bli VD för den svenska verksamheten mellan 2003 och 2010.
2008 valdes Ekesiöö in som ledamot av Ingenjörsvetenskapsakademien.